# Sudska rehabilitacija
Sudska rehabilitacija je pravni postupak popravljanja štete nanesene neopravdano osuđenoj ili neosnovano uhićenoj osobi.  Postupak je u posttotalitarnoj javnosti najpoznatiji kroz uspješne ili neuspješne sudske postupke rehabilitacije žrtava bivših režima u kojima su navodne žrtve proglašene nevinima ili u kojima im je potvrđena ranije donesena kazna.

## Povezani clanci
- montirani sudski postupak
- revizionizam